# Pericallis
Pericallis is een geslacht van ongeveer 22 beschreven soorten kruidachtige of struikachtige planten uit de composietenfamilie (Asteraceae of Compositae).  Van deze 22 soorten zijn er slechts 15 geaccepteerd. Het geslacht komt voor op de Canarische Eilanden en Madeira en werd in 1834 beschreven door David Don. De naam Pericallis is afgeleid van het Griekse peri (rondom) en callos (mooi). In het verleden waren de soorten van het geslacht Pericallis opgenomen in het geslacht Cineraria ofwel Senecio (Kruiskruid).

## Soorten
- Pericallis appendiculata (L.f.) B.Nord.
- Pericallis aurita (L'Hér.) B.Nord.
- Pericallis cruenta (L'Hér.) Bolle
- Pericallis echinata (L.f.) B.Nord.
- Pericallis hadrosoma (Svent.) B.Nord.
- Pericallis hansenii (G.Kunkel) Sunding
- Pericallis lanata (L'Hér.) B.Nord.
- Pericallis malvifolia (L'Hér.) B.Nord.
- Pericallis multiflora (L'Hér.) B.Nord.
- Pericallis murrayi (Bornm.) B.Nord.
- Pericallis papyracea (DC.) B.Nord.
- Pericallis steetzii (Bolle) B.Nord.
- Pericallis tussilaginis (L'Hér.) D.Don
- Pericallis webbii (Sch.Bip.) Bolle

## Hybriden
- Pericallis × hybrida (Regel) B.Nord.[3]

P. appendiculata ·
P. aurita ·
P. cruenta ·
P. echinata ·
P. hadrosoma  ·
P. hansenii ·
P. lanata  ·
P. malvifolia  ·
P. multiflora ·
P. murrayi ·
P. papyracea ·
P. steetzii ·
P. tussilaginis ·
P. webbii 